# 清見村立巣野俣小学校
清見村立巣野俣小学校 （きよみそんりつ すのまたしょうがっこう）は、かつて岐阜県大野郡清見村（現・高山市清見町）に存在した公立小学校。

## 概要
- 清見村巣野俣が校区であった。1963年福寄小学校に統合され福寄小学校巣野俣分校となり、1964年廃校。
- 校舎は2018年時点では現存し、「すのまたふるさと学校」の体験学習施設[1]として使用されている。

## 沿革
- 1873年（明治6年）5月 - 大野郡有巣村に有巣学校が開校。有巣村、二俣村、中野村[注釈 2]の児童が通学する。恵林寺[注釈 3]を仮校舎とする。
- 1875年（明治8年） - 森茂村、下林村、山田村、新宮村、下之切村、八日町村、三日町村、牧ヶ洞村、藤瀬村、福寄村、三ツ谷村、下本村、坂村、有巣村、二俣村、中野村、楢谷村、大原村、江黒村、大谷村、池本村、二本木村、夏厩村、上小鳥村、前原村、赤保木村、下切村、中切村、上切村が合併し、清見村が発足。
- 1881年（明治14年）9月 - 明徳学校の支校となり、明徳学校支校有巣学校に改称する。
- 1884年（明治17年）10月 - 明徳学校から独立し、巣野俣小学校に改称する。恵林寺の隣接地に新築（木造2階建）移転。
- 1887年（明治20年）1月 - 巣野俣簡易科小学校に改称する。
- 1890年（明治23年）10月 - 巣野俣尋常小学校に改称する。
- 1916年（大正5年） - 農業補習学校を併設する。
- 1924年（大正13年）9月 - 校舎を新築（木造2階建）する。
- 1941年（昭和16年）4月1日 - 巣野俣国民学校に改称する。
- 1947年（昭和22年）4月1日 - 清見村立巣野俣小学校に改称する。
- 1963年（昭和38年）3月 - 福寄小学校に統合され、福寄小学校巣野俣分校となる。
- 1964年（昭和39年）4月 - 福寄小学校巣野俣分校を廃止。